# Winston Llenas
Winston Enriquillo Llenas Dávila, apodado "Chilote" (nacido el 23 de septiembre de 1943 en Santiago) es un ex utility player dominicano que jugó en las Grandes Ligas de Béisbol para California Angels de 1968 a 1969, y nuevamente de 1972 a 1975. También jugó una temporada en Japón con los Saitama Seibu Lions en  1976.
Llenas firmó con los Kansas City Athletics como amateur antes de la temporada de 1961, luego fue puesto en libertad por ellos el 16 de junio de 1962. Jugó 153 partidos para las organizaciones de Sophomore League y Florida State League, bateando 232 y cometiendo 60 errores. Cerca de 5 meses y medio después, a los 19 años, firmó como agente libre con los Angelinos de Los Angeles el 2 de diciembre de 1962.
Como Llenas maduró, se convirtió en un excelente bateador de ligas menores. Hizo su debut en Grandes Ligas el 15 de agosto de 1968 contra los Washington Senators en el Anaheim  Stadium. Se desempeñó como tercera base, bateó sexto en la alineación, y se fue de 1-3 con un doble y una carrera anotada en una victoria 3-1 contra  el abridor Frank Bertaina. Por lo general, lanzaba mal la pelota en el terreno de juego.
Su mejor temporada fue en 1973 cuando lideró la Liga Americana como emergente en hits (16) y turnos al bate (56). También hizo récord en su carrera en partidos jugados (78), promedio de bateo (.269) y carreras impulsadas (25). Se acostumbró a ser bateador emergente la gran parte de su carrera en Grandes Ligas. En la mayoría de los juegos se desempeñaba como tercera base. Su mejor posición, sin embargo, fue la segunda base, donde tuvo un total de 111 oportunidades sin cometer un solo error.
En su carrera total de 300 juegos incluye un promedio de bateo de.230, 3 HR, 61 RBI y 50 carreras anotadas.

## Liga Dominicana
En la Liga Dominicana de Invierno ha sido campeón en 20 de 22 coronas de las Águilas Cibaeñas desempeñándose como jugador,  mánager, gerente general y  presidente.
Debutó como jugador en la temporada 1963-64 y terminó con récord de 768 hits, 111 dobles, 377 remolcadas, 50 jonrones, 223 base por bolas en 835 juegos jugados. Terminó con un promedio de.244 en 3,144 veces al bate durante dieciocho temporadas. ahora es el presidente de las águilas Cibaeñas y le ha ido muy bien

## Trivia
- Bateó.346 para los Tri-City Dust Devils de la Liga del Noroeste en 1964.
- Empató en el liderato de la Liga de Texas en jonrones con 25, mientras jugaba para los El Paso Diablos en 1966.
- Lideró la Liga Mexicana con 113 carreras impulsadas mientras jugaba para los Charros de Jalisco en 1967.
- Lideró la Liga de la Costa del Pacífico con 108 carreras impulsadas mientras jugaba para los Hawaii Islanders en 1970.
- Bateó por Nolan Ryan con dos outs en la parte baja del 9.º inning contra el lanzador Earl Stephenson de Milwaukee Brewers, dio un hit hacia el jardín derecho para ganar el juego 1 por 0 en el Anaheim Stadium el 5 de julio de 1972.
- Bateó.323 contra los lanzadores Vida Blue, Jim Kaat, Sparky Lyle, Mel Stottlemyre, y Wilbur Wood.